# Komplementbindungsreaktion
Bei der Komplementbindungsreaktion (KBR) handelt es sich um einen Test zum Nachweis von Antikörpern (Ak) im Blutserum menschlicher und tierischer Patienten. Die KBR wurde durch den ELISA ersetzt.

## Prinzip
1. Antigen-Antikörper-Komplexe aktivieren das Komplementsystem, auch Komplement genannt, und führen zum Verbrauch von Komplementfaktoren.
2. Der Verbrauch dieser Komplementfaktoren ist die Messgröße für die Menge an Antikörpern im Blutserum.
3. Der Verbrauch von Komplementfaktoren wird über antikörperbeladene Erythrozyten sichtbar gemacht (hämolytisches System).

Daraus ergibt sich:
- Serum mit spez. Ak → Bildung von Ak-Ag-Komplexen → Komplement wird verbraucht → Komplement kann keine Hämolyse auslösen → Serum ist Ak-positiv
- Serum ohne spez. Ak → keine Ak-Ag-Komplexe → Komplement noch verfügbar, führt zu → Hämolyse → Serum ist Ak-negativ

## Anwendung

### In der Humanmedizin
Nachweis von Ak gegen:
- Brucellose-Erreger
- Listeriose-Erreger
- Coxsackie-Virus
- Influenza-Erreger
- Coxiella burnetii
- Treponema pallidum
- Mycoplasmen-Infektionen

### In der Veterinärmedizin
Nachweis von Ak gegen:
- Brucella abortus/melitensis, ovis und suis
- Burkholderia mallei (Rotz)
- Mycoplasma mycoides subspecies (Lungenseuche)
- Trypanosoma brucei equiperdum (Beschälseuche)
- Leishmania donovani/infantum

## Vorversuche

### Komplementvorversuch
Ziel
Bestimmung der optimalen Komplementkonzentration.
Überdosierung
Zuviel Komplement bewirkt bei einem positiven Patientenserum ein falsch negatives Ergebnis. Dieses liegt daran, dass das Komplement im Testsystem nicht vollständig verbraucht wird. Somit kommt es zur teilweisen oder vollständigen Hämolyse.
Unterdosierung
Zuwenig Komplement bewirkt bei einem negativen Patientenserum ein falsch positives Ergebnis. Das heißt, das Komplement reicht nicht aus, um das hämolysierende System teilweise oder vollständig zu hämolysieren.
Durchführung
Im Komplementvorversuch wird das Patientenserum durch Veronalpuffer ersetzt. Das Antigen wird eingesetzt, um die mögliche antikomplementäre Wirkung des Antigens mit einzubeziehen.
Auswertung
Die höchste Verdünnung, die vollständige Hämolyse zeigt, entspricht einer Komplementeinheit.

### Ambozeptorvorversuch
Ziel
Bestimmung der optimalen Ambozeptorkonzentration. (Der Ambozeptor sind Antikörper (Ak) gegen z. B. Schaferythrozyten, die sich im Versuch an die zugegebenen Schaferythrozyten anlagern und im neg. Fall die Komplementfaktoren zu sich hin ziehen, was eine Hämolyse dieser Erythrozyten bewirkt).
Überdosierung
Liegt im Hauptversuch zu viel Ambozeptor vor, so kommt es zu einer Agglutination. Dieses liegt daran, dass ebenfalls Agglutinine vorhanden sind.
Unterdosierung
Beim Hauptversuch fällt ein negatives Patientenserum falsch positiv aus. Dieses liegt daran, dass die HBK durch den Ambozeptormangel nicht vollständig gelöst werden.
Durchführung
Im Ambozeptorvorversuch werden Patientenserum und Antigen durch Veronalpuffer ersetzt. Dieses ist notwendig um gleiche Volumina zu erhalten. Auswertung
Die höchste Verdünnung, die vollständige Hämolyse zeigt, entspricht einer Ambozeptoreinheit.

### Antigenvorversuch
Ziel
Bestimmung der optimalen Antigenkonzentration.

## Stattfindende Reaktionen
1. Das Patientenserum wird inaktiviert, das heißt, es wird ihm das Komplement entzogen.

Ihm wird Antigen (Ag) des Erregers, gegen den Antikörper (Ak) im Serum nachgewiesen werden sollen und außerdem noch Komplement (das aus Meerschweinchenserum gewonnen wird) zugegeben.
1. Ist der Patient infiziert, befinden sich also Ak gegen den Erreger im Serum, so binden diese an das zugegebene Ag und bilden einen Komplex. Das Komplement lagert sich zur Verstärkung der Ag-Ak-Reaktion an diesen Komplex an. Sind keine Ak vorhanden, liegen Ag und Komplement frei in der Lösung vor.
2. Zugabe des hämolytischen Systems. (Das hämolytische System besteht aus Schaferythrozyten und Ak (Ambozeptor) gegen diese: Sie werden gewonnen, indem man z. B. Kaninchen die Schaferythrozyten injiziert → Die Erythrozyten werden vom Kaninchenorganismus als fremd angesehen und es werden Ak gegen sie gebildet → diese isoliert man und gibt sie zusammen mit weiteren Schaferythrozyten als „hämolytisches System“ in den Versuch).

Aus den Schaferythrozyten und den Antischaferythrozyten-Ak bildet sich ein Komplex (die Schaferythrozyten wirken als Ag).
Im Fall der Infektion des Patienten ist das Komplement bereits verbraucht und die Schaferythrozyten werden dadurch, dass sich kein Komplement an den Antischaferythrozyten-Ak-Schaferythrozyten-Komplex anlagert, nicht  aufgelöst (d. h. keine Hämolyse) → der Test ist positiv, da Ak vorhanden waren. Im negativen Fall steht noch Komplement zur Verfügung, welches sich an den Komplex mit den Schaferythrozyten anlagert und dafür sorgt, dass der Ak seine Arbeit verrichten und die Erythrozyten auflösen kann (→ Hämolyse).